# Västerkläppen (vid Ådön, Nagu)
Västerkläppen är en ö nära Knivskär i Nagu,  Finland.   Den ligger i Pargas stad i den ekonomiska regionen  Åboland  och landskapet Egentliga Finland. Ön ligger omkring 4 kilometer väster om Knivskär, omkring 22 kilometer söder om Nagu kyrka,  54 kilometer söder om Åbo och 170 km väster om Helsingfors. Närmaste allmänna förbindelse är förbindelsebryggan vid Knivskär som trafikeras av M/S Nordep.